# Oratorio del Santissimo Sacramento (Roma)

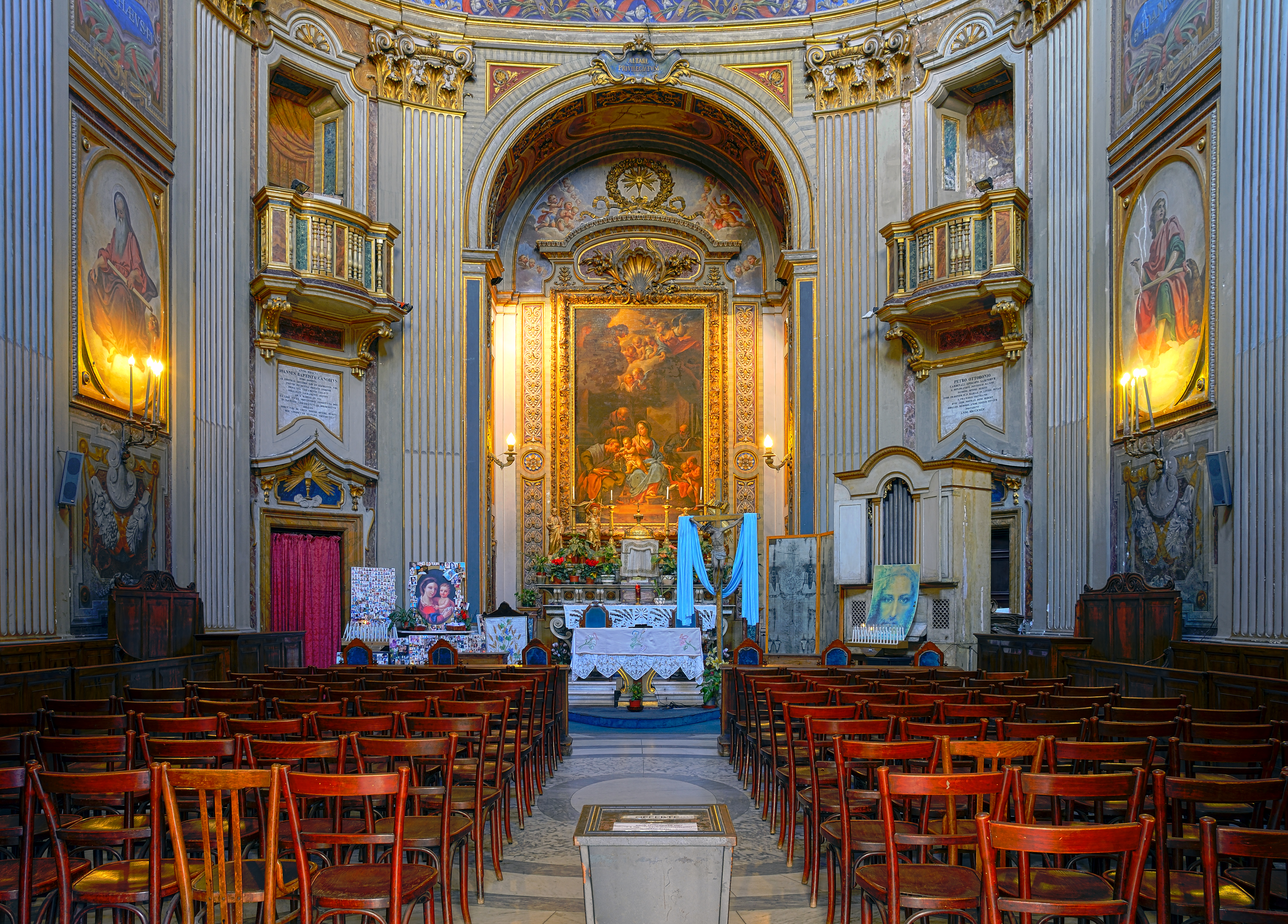
L'interno

La chiesa del Santissimo Sacramento è un oratorio di Roma, nel rione Trevi, sito in piazza Poli, lungo via del Tritone.

## Storia e descrizione
La chiesa fu eretta tra il 1576 e il 1596 per la Confraternita del Santissimo Sacramento della vicina Chiesa di Santa Maria in Via; fu restaurata da Carlo Rainaldi nel 1681; fu poi completamente riedificata nel 1727. Quando poi nell'Ottocento fu aperta via del Tritone, fu demolito il fabbricato posto a destra della chiesa, speculare a quello tuttora esistente sul lato sinistro, rompendo in tal modo l'armoniosità della struttura dell'intero complesso.
L'interno della chiesa è ad un'unica navata; conserva affreschi ottocenteschi di Luigi Martinori, conseguenza del restauro operato da Tito Armellini tra il 1865 e il 1867; all'altare maggiore vi è un dipinto di Francesco Trevisani raffigurante la Sacra Famiglia.